# Font de la Torre del Canonge
La Font de la Torre del Canonge es troba al torrent del riu Tort (Sabadell, Vallès Occidental).

## Entorn i història
L'estat en què es troba la Torre del Canonge és deplorable, ja que només en queden les parets i tot és una runa. Els Togores, antics propietaris d'aquesta casa, han aparegut sovint en la història de Sabadell, cosa que fa encara més incomprensible que s'hagi deixat arribar en l'estat en què es troba. Tot això ha succeït en poc temps: tant va ser marxar de la casa els darrers residents, com començar l'espoli i la ruïna.

## Accés i entorn
Seguirem el riu Tort aigües amunt, començant per la seua desembocadura al riu Ripoll (entre el pont de la Salut i el molí de Cal Buxó). Hi ha una pista que s'agafa passat el pont a mà esquerra i la seguirem un tros fins a trobar-ne una altra a mà dreta que puja fins a les plantacions i vivers d'arbres de la Torre del Canonge. Seguim el camí que passa entre l'ermita i les runes de la casa, en direcció nord i baixem fins a un torrent secundari que s'uneix (una mica més avall) amb el riu Tort. Passem per un pont sobre aquest torrent i a on el camí s'eixampla i hi ha una esplanada. Allà sobre es troba, a mig marge, allò que fou un dia la Font de la Torre del Canonge (també es coneixia per la Mina del Pont). Avui es veuen les restes, però no hi surt ni una gota d'aigua. Aquesta aigua, que no raja per la font primitiva, no s'ha perdut: una antiga construcció d'obra conduïa l'aigua planerament pel dessota d'un gran bardissar a una bassa molt temps amagada sota una gran quantitat de brolla, la qual servia per a regar uns horts que des d'antic hi havia. Avui tot això s'ha posat en marxa, probablement pels masovers que ocupen les dependències de l'ermita de Togores. El cas és que a la font i en el seu antic emplaçament no hi ha aigua i sí, i amb abundància força notable, en la bassa abans descrita. Per anar-hi cal pujar cap a l'ermita de Togores i, abans d'arribar-hi, cal seguir un camí molt fressat cap a la dreta, el qual, en pocs minuts, ens portarà a la font d'aquesta bassa. La seua aigua no és altra que la de l'antiga i primitiva font o mina de la Torre del Canonge.